# 주 문왕

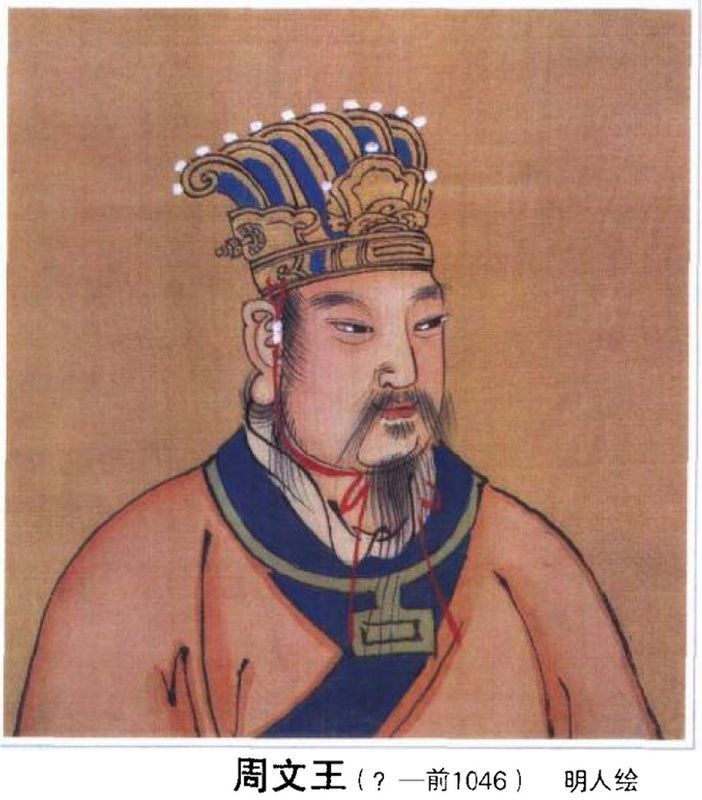
주 문왕 희창

주 문왕(周 文王,기원전 1152년~1056년)은 중국 상나라 말기 주(周) 씨족의 수령이다. 성은 희(姬), 이름은 창(昌)이다. 둘째 아들인 서주 무왕이 주나라를 세운 후 문왕으로 추숭했다. 후세에선 도통(道統)의 전인(傳人)들 중 하나로 보기도 한다.

## 생애
상(商)나라 말기에 서백(西伯)이 되었고, 이 때문에 백창(伯昌)으로 일컫기도 한다. 임용(任用) 태전(太顚), 산의생(散宜生) 등의 유능한 사람들을 등용하고, 백성들의 삶을 넉넉하게 해 주는 정책을 시행하니 국력이 날로 성하게 되었다. 이는 상나라 주왕(紂王)(제신帝辛)이 꺼리는 바가 되어 유리(羑里)에 갇히게 되었다. 수금된 기간 동안, 주역 일서(一書)를 써냈다. 이후에 유신씨(有莘氏)의 딸과 려융(驪戎) 문마(文馬) 등 보물을 바치고 조정 신하들과 소통하여 비로소 풀려날 수 있었다. 그는 일찍이 우(虞), 예(芮) 두 나라의 쟁단을 해결해 주었고, 병사를 내어 견융(犬戎), 밀수(密須), 려(黎), 한(邗)을 공격했고, 또한 숭(崇)을 쳐 멸했다. 풍읍(豐邑, 지금의 섬서성(陝西省) 후이구(户县))을 수도로 정했으며, 세력을 넓혀 강수(江水), 한수(漢水), 여수(汝水) 등의 유역까지 이르렀다. 상나라를 멸망시키기 위하여 준비하면서 제후들이 모두 문왕에게 복속하였는데, 전해오는 말로는 그의 만년에 이미 셋으로 갈라진 천하 중 둘을 취한 국면이었다고 한다.
문왕은 임종 시에 둘째 아들인 서주 무왕을 불러 서둘러 상나라를 멸망시킬 것을 도모하라고 당부했다.
전해오는 말로는 현재 통용되는 주역 및 후천팔괘(後天八卦, 또는 문왕팔괘(文王八卦))가 모두 문왕의 저서라고 한다.
문왕은 본래 음주를 좋아하여 술병 천 개를 마실 정도였다고 한다.
측천무후가 무주를 세웠을 때 스스로 무씨(武氏) 가문은 문왕의 후대라고 일컬었고, 이에 문왕을 시조(始祖) 문황제(文皇帝)로 추숭했다.
유교의 고전인 주역의 괘사(卦辭)를 지었으며, 복희 선천 팔괘를 연역(演易)하여 문왕 후천 팔괘를 지었다고 전해지나, 괘사나 효사는 점(占)의 전문가들 사이에서 생겨 고정된 것으로, 후대에 문왕을 찬미하기 위한 서술로 지적된다. 오늘날에는 주역이 기원전 403년 이후 사이에 체제가 갖추어진 것으로 보고, 문왕, 주공, 공자가 주역을 나누어 지었다는 설은 근거가 부족하다고 보고 있다.

## 가계
- 계력(季歷), 부
- 태임(太任), 모
  - 태사(太姒), 처
    - 장남: 백읍고(伯邑考)
    - 차남: 무왕 발(武王 發)
    - 삼남: 관숙 선(管叔 鮮)
    - 사남: 주공 단(周公 旦)
    - 오남: 채숙 탁(蔡叔 度)
    - 육남: 강숙 봉(康叔 封)
    - 칠남: 성숙 무(郕叔 武)
    - 팔남: 곽숙 처(霍叔 處)
    - 구남: 모숙 정(毛叔 鄭)
    - 십남: 담계 재(聃季 載)
    - 십일남: 곡숙(郜叔)
    - 십이남: 옹백(雍伯)
    - 십삼남: 조숙 진탁(曹叔 振鐸)
    - 십사남: 착숙 수(錯叔 繡)
    - 십오남: 필공 고(畢公 高)
    - 십육남: 원백(原伯)
    - 십칠남: 풍후(豊侯)
    - 십팔남: 순백(郇伯)

## 참고 문헌
- 사기(史記)